# Dinkha IV
Dinkha IV ou Mar Kh'nanya Dinkha IV ou Denkha IV, né le 15 septembre 1935 dans la province d'Erbil, dans le nord de l'Irak en Assyrie et mort le 26 mars 2015 à Rochester dans le Minnesota, est le primat de l'Église apostolique assyrienne de l'Orient du 17 octobre 1976 à son décès.

## Biographie
En 1994, il signe avec Jean-Paul II une Déclaration christologique commune mettant fin, pour les deux Églises, à la controverse nestorienne.